# Олалла (рассказ)
«Ола́лла» (также «Олалья», англ. Olalla) — рассказ Р. Л. Стивенсона, опубликованный в 1885 году рождественском выпуске журнала The Court and Society Review. Позже он вошёл в сборник Стивенсона «Весёлые Молодцы и другие рассказы и басни» 1887 года.

## Сюжет
Рассказ ведётся от лица молодого шотландского офицера, который проходит лечение в Испании после ранения во время Пиренейских войн. Врач советует ему поехать за город, чтобы окрепнуть на природе. Через знакомого деревенского священника врач направляет офицера в уединённый замок обедневшего аристократического семейства. В замке, расположенном в горах, живут только три человека — мать, сын и дочь. Условие, поставленное перед офицером, состоит в том, чтобы он не пытался сблизиться с жителями замка. Тем не менее, к офицеру со временем привязывается сын хозяйки по имени Фелип, страдающий слабоумием. Сама хозяйка почти всё время проводит в полудрёме на солнце во дворе замка. Офицер иногда разговаривает с ней, замечая про себя, что при внешней красоте женщина отличается на редкость бессмысленным выражением глаз и отсутствием каких-либо интересов в жизни. Изучив портреты в замке, молодой человек решает, что этот род, некогда могущественный, сейчас переживает вырождение. Однажды ночью герой слышит где-то в замке ужасные крики, однако не может выйти из комнаты, а на следующий день Фелип отказывается говорить об этом.
В один из дней офицер мельком видит дочь хозяйки, Олаллу. Она очень красива, и в ней нет признаков того вырождения, которое герой заметил в её матери и брате. Он влюбляется в Олаллу и ему кажется, что она в него тоже. Олалла, однако, не ищет встреч с офицером и подходит к нему единственный раз, чтобы попросить как можно скорее уехать из замка. Герой не понимает этой просьбы и не хочет отступать, однако вскоре происходит событие, которое заставляет его по-иному оценить пребывание в замке: когда он ранит руку и просит хозяйку перевязать её, та, увидев кровь, впивается в руку героя. Фелип оттаскивает мать, а Олалла перевязывает офицеру руку, а позже ночью он снова слышит в замке ужасые крики, понимая, что это кричит мать.
Олалла настаивает, чтобы офицер уехал из замка, и тот переезжает погостить у священника. Из разговора с крестьянином герой узнаёт, что род, живущий в замке, считается проклятым, и на его совести много убитых людей, так что рано или поздно народный гнев может настичь мать и детей. У распятия Христа на холме в лесу происходит последняя встреча героя с Олаллой: та говорит, что не может ответить на любовь героя, потому что дала обет, что род на ней прервётся. Зная о проклятии своего рода, она не может позволить себе выйти замуж, потому что есть опасность, что её потомки также будут нести это проклятие. Герой соглашается с ней, понимая, «что сильные духом идут тернистым путём страданий, что у человека есть долг, а испытания только закаляют его».

## Отзывы
Марк Урнов отмечал, что как от рассказа «Маркхейм» «открылся прямой путь» к повести «Странная история доктора Джекила и мистера Хайда», так и от рассказа «Олалла» — к роману «Владетель Баллантрэ».
Написанный почти одновременно с «Джекилом и Хайдом», рассказ «Олалла» находится в тени более известной повести — если «Джекил и Хайд» «открыли ящик Пандоры для нового городского, научного и психологического хоррора», то «Олалла» выглядит скорее «любящим прощанием с золотым веком готической литературы» (англ. something of a loving farewell to the golden age of Gothic fiction).